# .mv
.mv је највиши Интернет домен државних кодова (ccTLD) за Малдиве. Администрован је од стране телекомуникацијске компаније Dhiraagu Pvt Ltd.
Због недостатка могућности Интернет регистрације и „Види ко је“ (Whois) опције, а и због високих трошкова одржавања .mv домене региструју углавном државне институције и великих предузећа. Мања предузећа из ове државе углавном преферирају генеричке НИД-ове као што су .com и .net.

## Домени другог нивоа
- .aero.mv - авијација
- .biz.mv - предузећа
- .com.mv - комерцијалне организације
- .coop.mv - корпоративне организације
- .edu.mv - образовне институције
- .gov.mv - владине организације
- .info.mv - информативни веб-сајтови
- .int.mv - међународне организације
- .mil.mv - војска
- .museum.mv - музеји
- .name.mv - личне презнтације
- .net.mv - Интернет мреже, Интернет провајдери
- .org.mv - организације
- .pro.mv - професионалци (појединачне професије)